# Miguel da Silva
Miguel da Silva (ur. w 1480 w Évorze, zm. 5 czerwca 1556 w Rzymie) – portugalski kardynał.

## Życiorys
Urodził się w 1480 roku w Évorze, jako syn Dioga da Silvy i Marii de Ayali. Studiował na kilku uniwersytetach i zwiedził wiele europejskich miast. W latach 1513–1534 był ambasadorem Portugalii w Rzymie i kilkakrotnie był przymierzany do promocji kardynalskiej, jednak wobec oporu Jana III nie doszło to do skutku. 21 listopada 1529 roku został wybrany biskupem Viseu i tym samym roku przyjął sakrę. W 1540 roku potajemnie udał się do Italii, gdzie pozostał do końca życia. 19 grudnia 1539 roku został kreowany kardynałem in pectore. Jego nominacja na kardynała prezitera została ogłoszona na konsystorzu 2 grudnia 1541 roku i nadano mu kościół tytularny SS. XII Apostoli. Król Portugalii był bardzo niezadowolony z decyzji papieża i zakazał akceptowania godności kardynalskiej, a następnie pozbawił da Silvy wszystkich beneficjów w ojczyźnie. W 1547 roku zrezygnował z zarządzania diecezją, a dwa lata później został administratorem apostolskim Massa Marittimy. W okresie 1548–1549 był kamerlingiem Kolegium Kardynałów, a następnie został legatem w Marchii, Bolonii i wenecji. Zmarł 5 czerwca 1556 roku w Rzymie.